# 9 (альбом Полины Гагариной)
«9» — третий студийный альбом российской певицы Полины Гагариной. Релиз альбома состоялся 9 сентября 2016 года.

## Предыстория
В конце 2014 года Полина Гагарина заявляла о том, что приступила к работе над новым альбомом, который должен был состоять только из англоязычных песен. 12 ноября Гагарина выпустила сингл «Day», который явился плодом сотрудничества с Антоном Беляевым, фронтменом группы Therr Maitz. Уже в 2015 году работа над альбомом была отложена, поскольку Гагарина готовилась к предстоящему конкурсу «Евровидение 2015» с песней «A Million Voices», где заняла второе место. С июня 2015 года Полина прекратила сотрудничество с продюсером и композитором Константином Меладзе, вместе с которым выпустила ряд успешных синглов: «Спектакль окончен», «Нет», «Навек» и «Шагай». Ни один из этих синглов не вошёл в данный альбом.

## Об альбоме
Альбом был записан летом 2016 года в Москве на студии лейбла «Gazgolder», главой которого является рэпер Баста. Вместе с ним Гагарина выпустила сингл «Голос». Баста познакомил Гагарину с Романом Capella, который также принял участие в работе над альбомом. Альбом получил своё название не случайно — «9» счастливая и символичная цифра в жизни Полины: «Я выбрала цифру, которая является символом духовной зрелости человека, на языке чисел она означает мудрость, просветление и тонкую интуицию». В поддержку альбома 28 августа был выпущен сингл «Танцуй со мной». За день до релиза, 8 сентября, состоялась прямая трансляция программы «#vklive» на сайте социальной сети «ВКонтакте», где Гагарина рассказала о подробностях работы над альбомом. 9 сентября альбом был выпущен на сервисах iTunes и Apple Music.

## Критика
Алексей Мажаев из InterMedia в своей рецензии отметил, что «выход нового альбома „9“ был встречен с большим интересом». «Большинство песен на диске новые, широкой публике неизвестные, причём половина альбома записана на английском языке» — замечает Алексей. Также Мажаев называет альбом экспериментальным, однако рецензент недоволен тем, что Полина Гагарина игнорирует «духовные запросы поклонников российской поп-музыки», так как, в песнях присутствуют «этно-вставки, голосище, активное использование актуальных достижений западной поп-культуры», но мало лирики.
Борис Барабанов, обозреватель газеты «КоммерсантЪ», считает, что альбом поделён на «две стороны» — русско- и англоязычную. Причём в англоязычной версии «зрелые песни», у которых «есть потенциал для конкуренции на европейских радиочастотах», к тому же они являются авторскими. Но рецензент отмечает, что «на альбоме просто нет шлягера уровня её собственных песен».
Альбом возглавил российский топ-чарт российского iTunes.

## Список композиций
| №   | Название                         | Текст песни                                          | Музыка                        | Длительность |
| --- | -------------------------------- | ---------------------------------------------------- | ----------------------------- | ------------ |
| 1.  | «Интро»                          |                                                      |                               | 1:34         |
| 2.  | «Стану солнцем»                  | Екатерина Ковская                                    | Полина Гагарина               | 4:33         |
| 3.  | «Танцуй со мной»                 | Екатерина Ковская                                    | Полина Гагарина               | 3:56         |
| 4.  | «Не отпускай» (feat. Ifeyopa)    | Екатерина Ковская                                    | Полина Гагарина               | 3:47         |
| 5.  | «Высоко»                         | Полина Гагарина                                      | Полина Гагарина               | 3:41         |
| 6.  | «Целого мира мало» (feat. Баста) | Михаил Миронов, Екатерина Ковская, Василий Вакуленко | Полина Гагарина               | 5:09         |
| 7.  | «Intro»                          |                                                      |                               | 1:37         |
| 8.  | «Plastic»                        | Полина Гагарина                                      | Полина Гагарина               | 3:26         |
| 9.  | «Forbidden Love»                 | Полина Гагарина                                      | Полина Гагарина               | 4:18         |
| 10. | «Free»                           | Полина Гагарина                                      | Полина Гагарина               | 4:32         |
| 11. | «Hands Off»                      | Полина Гагарина                                      | Полина Гагарина               | 3:44         |
| 12. | «Day» (Cvpellv Edit)             | Полина Гагарина                                      | Полина Гагарина, Антон Беляев | 4:55         |

## Участники записи

### Музыканты
- Полина Гагарина
- Антон Беляев
- Роман «CVPELLV» Козлов
- Сергей Рыбчинский
- Александр Мерзляков
- Андрей Тимонин
- Григорий Голубев

### Производство
- Продюсеры: Полина Гагарина
- Инженер: Роман Козлов
- Менеджер производства: Баста